# HD146254
HD146254 — хімічно пекулярна зоря спектрального класу A0, що має видиму зоряну величину в смузі V приблизно  6,1.
Вона  розташована на відстані близько 614,2 світлових років від Сонця.

## Фізичні характеристики
Зоря HD146254 обертається 
дуже швидко 
навколо своєї осі. Проєкція її екваторіальної швидкості на промінь зору становить  Vsin(i)=154км/сек.

## Пекулярний хімічний склад
Зоряна атмосфера HD146254 має підвищений вміст 
Si
.